# Prodigal Son (film)
Pour les articles homonymes, voir Prodigal Son.
Pour plus de détails, voir Fiche technique et Distribution.
Prodigal Son (败家仔, Bài Jiā Zăi) est un film hongkongais réalisé par Sammo Hung, sorti en 1981.

## Synopsis
Leung Jan est un fils de bonne famille qui aime combattre ; il ne sait pas que ses adversaires sont payés pour perdre contre lui et croit ainsi être un expert en arts martiaux. En ville, son surnom est Le Fils Prodigue. Lorsqu'une troupe de l'opéra de Pékin arrive en ville, il est sévèrement battu par un des acteurs, Leung Yee-tai, qui se révèle être un maître en art martiaux. Ce dernier est harcelé par Ngai Fai qui souhaite se mesurer à lui. Leung Jan réussit à devenir l'élève de Leung Yee-tai, et part avec lui s'entrainer chez Wong Wah-bo, un ami de Leung, lui aussi maître en art martiaux.
Après que Leung est tué par les hommes de Ngai Fai, Leung Jan décide de venger son maître.

## Fiche technique
- Titre : Prodigal Son
- Titre original : 败家仔 (Bài Jiā Zăi)
- Réalisation : Sammo Hung
- Scénario : Sammo Hung
- Pays d'origine : Hong Kong
- Format : Couleurs - 2,35:1 - Mono - 35 mm
- Genre : Action, comédie
- Durée : 100 minutes
- Date de sortie : 1981

## Distribution
- Yuen Biao : Leung Jan
- Lam Ching-ying : Leung Yee-tai
- Sammo Hung : Wong Wah-bo
- Frankie Chan : Ngai Fai
- Dick Wei